# Viana de Duero
Viana de Duero település Spanyolországban, Soria tartományban. Viana de Duero Almazán, Borjabad, Nepas és Coscurita községekkel határos. Lakosainak száma 49 fő (2024).

## Népesség
A település népessége az elmúlt években az alábbi módon változott:
| Lakosok száma | 77   | 73   | 70   | 65   | 67   | 58   | 53   | 54   | 54   | 49   |
|               | 2001 | 2004 | 2007 | 2009 | 2012 | 2014 | 2017 | 2019 | 2022 | 2024 |